# Бирюля, Николай Афанасьевич
Николай Афанасьевич Бирюля (род. 25 октября 1938, Воздвиженский, Новосибирская область, РСФСР, СССР) — советский и российский театральный деятель, кукловод, директор (1972—2016) и художественный руководитель (с 2016) Новосибирского областного театра кукол, заслуженный работник культуры России (1985).

## Биография
Родился 25 октября 1938 года в Воздвиженском посёлке Чулымского района Новосибирской области. Трудился мотористом кинопередвижки. Служил в армии, после чего учился в школе киномехаников, позднее — в культпросветшколе и на режиссёрском факультете Московского государственного института культуры. Работал методистом и заместителем директора Новосибирского областного Дома народного творчества.
В 1972 году занял должность директора Новосибирского областного театра кукол. С 1978 года — член Союза театральных деятелей. В 1985 году удостоен звания Заслуженного работника культуры России.
С 1990 года состоял в ревизионной комиссии Союза театральных деятелей России, с 1995 года председательствовал в ревизионной комиссии его Новосибирского отделения.
В 1995—2002 годах устраивал театральные представления и концертные номера в США, Японии и Таиланде.
Участник региональных фестивалей в Алтайском крае (2000), Омске (2001) и Новосибирске (2001); также принимал участие в I Международном фестивале театров кукол по случаю 100-летия со дня рождения С. Образцова (2001).
В 2016 году ушёл с должности директора театра и в сентябре этого года был назначен его художественным руководителем.
Почётный житель Новосибирска.